# 巴尔德卡尼亚斯德塔霍
巴尔德卡尼亚斯德塔霍，是西班牙埃斯特雷马杜拉卡塞雷斯省的一个市镇。总面积19平方公里，2001年普查人口總數為182人，人口密度為每平方公里10人。